# Renfe AV City
Renfe AV City fue una serie de servicios diurnos de transporte de pasajeros por alta velocidad prestados por el operador ferroviario español Renfe entre 2014 y 2020.
Se caracterizaba por utilizar trenes de las series S-104, S-114 y S-121 (usados habitualmente para Avant) y carecer de clase Preferente, así como de otros servicios complementarios que sí se ofrecen en los recorridos de AVE convencionales. Su velocidad punta es de 250 km/h.
El 22 de junio de 2020, la marca AV City desapareció en favor de Renfe Intercity, que aúna varios servicios de larga distancia bajo una misma denominación.

## Servicios
Los servicios AV City se caracterizaban por haber sido puestos en marcha para complementar la oferta AVE a precios más económicos, con el fin de facilitar e incrementar la movilidad de los clientes. Todos los servicios AV City circulaban por líneas de alta velocidad a una velocidad máxima de 200/250 km/h. 
La diferencia con los trenes AVE radicaba, además de la menor velocidad punta, en la no disponibilidad de prestaciones complementarias que encarecen el producto. Todos los vehículos disponían de cafetería, aseo, plazas específicas para personas de movilidad reducida y plazas en Turista y Turista Plus.

## Recorridos
Los servicios AV City prestaban servicio en las líneas Madrid-Puerta de Atocha - Sevilla Santa Justa, Madrid-Chamartín - León/Zamora, Madrid-Puerta de Atocha - Zaragoza Delicias y Valencia-Joaquín Sorolla - Málaga-María Zambrano.

### Últimos servicios bajo la marca AV City
| Origen                   | Paradas | Destino               | Frecuencias |
| ------------------------ | --- | --------------------- | --- |
| Madrid-Puerta de Atocha  | Ciudad Real · Puertollano · Villanueva de Córdoba-Los Pedroches · Córdoba                                        | Sevilla-Santa Justa   | 2 por día y sentido |
| Madrid-Puerta de Atocha  | Guadalajara-Yebes · Calatayud                                                                                    | Zaragoza Delicias     | Sentido Madrid: 1 por sentido de lunes a sábado y 1 jueves, viernes y domingo Sentido Zaragoza: 1 por sentido de lunes a viernes y domingo y 1 jueves y domingo |
| Madrid-Chamartín         | Segovia-Guiomar · Valladolid-Campo Grande - Palencia                                                             | León                  | 1 por sentido |
| Madrid-Chamartín         | Segovia-Guiomar · Medina del Campo-AV - Zamora                                                                   | Zamora                | 1 por sentido |
| Valencia-Joaquín Sorolla | Cuenca-Fernando Zóbel · Ciudad Real · Puertollano · Córdoba-Central · Puente Genil-Herrera · Antequera-Santa Ana | Málaga-María Zambrano | Sentido Málaga: circulaba lunes, viernes y domingo. Sentido Valencia: circulaba viernes, sábado y domingo.                                                      |
| Barcelona - Sants        | Campo de Tarragona · Lérida Pirineos                                                                             | Zaragoza Delicias     | 1 por día y sentido |